# Alpina B10 Bi-Turbo

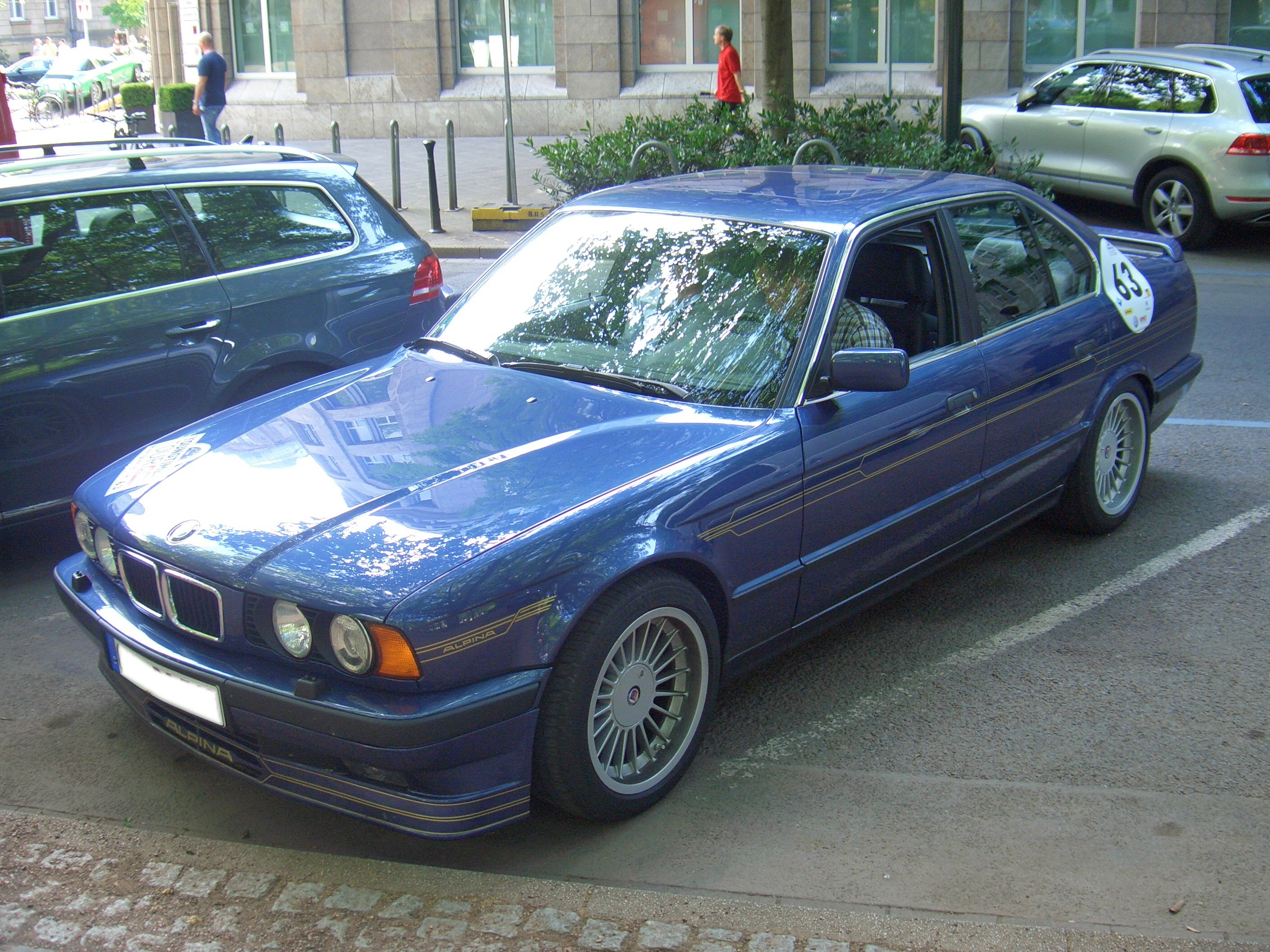
Alpina B10 Bi-Turbo

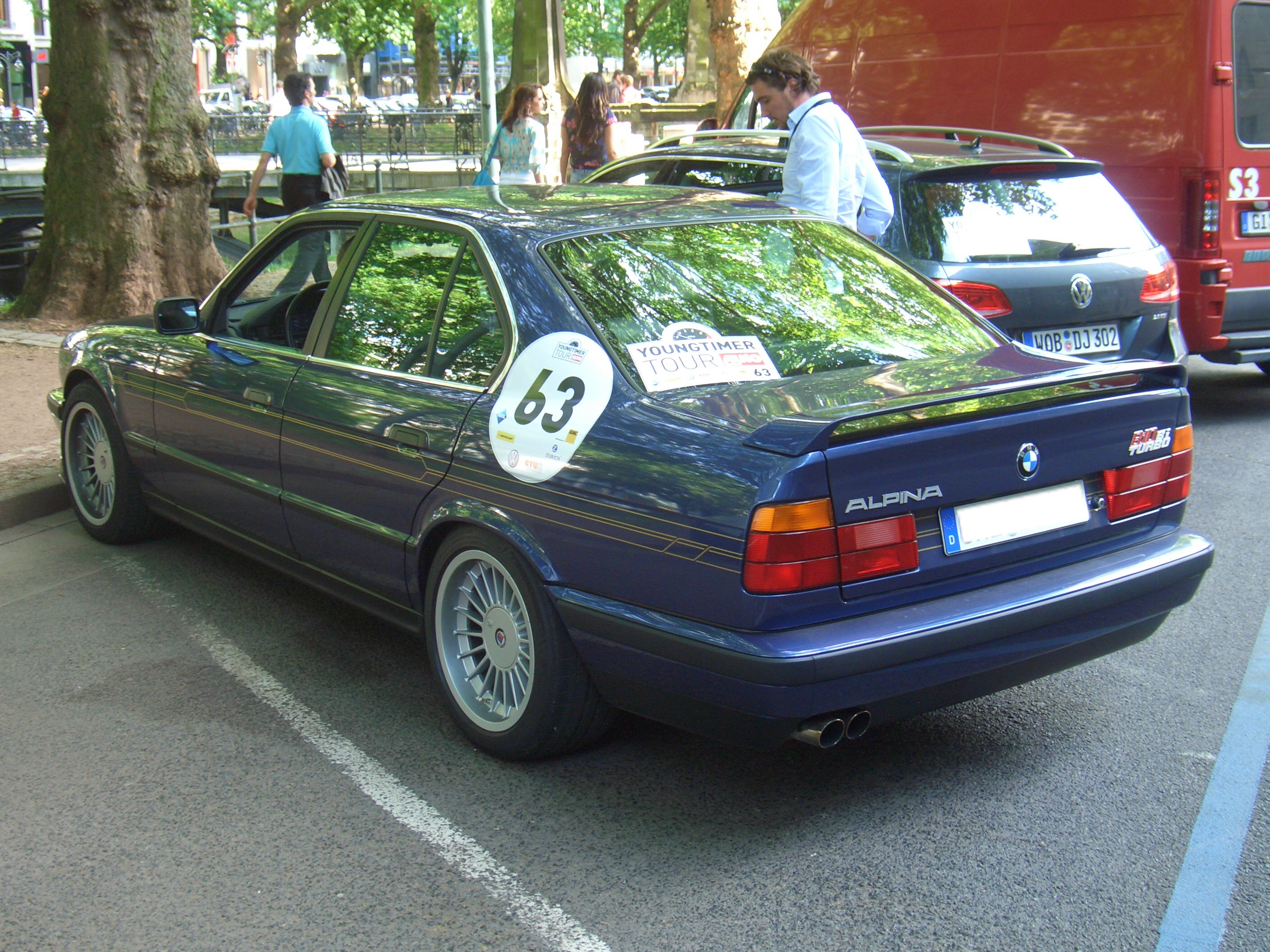
Alpina B10 Bi-Turbo - widok 3/4

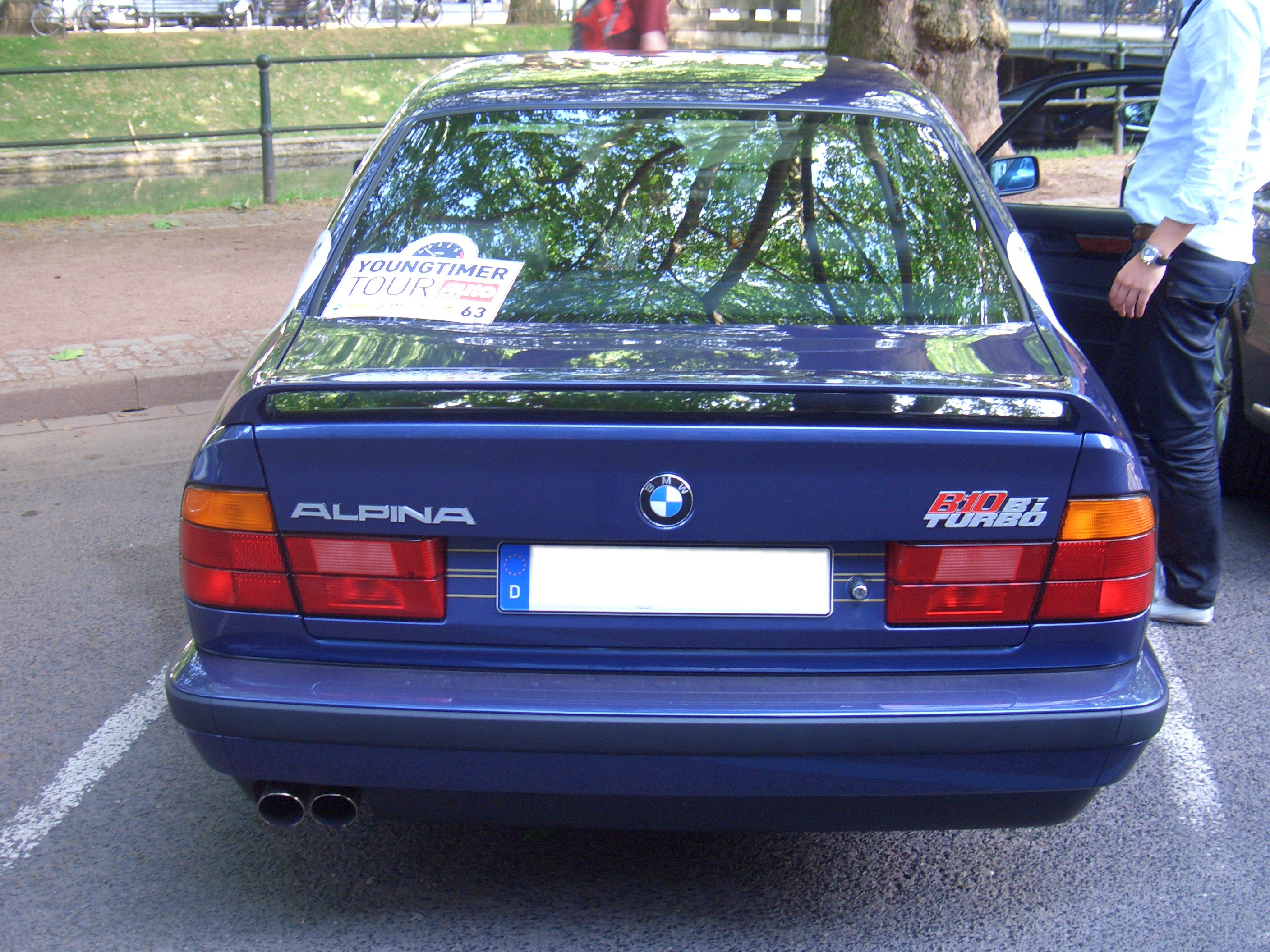
Alpina B10 Bi-Turbo - tył auta

Zaprezentowany w 1989 roku jako sportowy model BMW. B10 Bi-Turbo był nieoficjalnie najszybszym sedanem na świecie od 1989-1996, a także najszybszym seryjnie produkowanym samochodem z Niemiec.
Alpina B10 Bi-Turbo była produkowana w małych seriach. Od chwili produkcji we wrześniu 1989 roku do marca 1994 wyprodukowano zaledwie 507 egzemplarzy - z własnym numerem modelu - jak to zwykle w tradycjach miała firma Alpina. Samochód został oparty na BMW 535i (E34), z silnikiem o 6-cylindrowym i w technice 2-zaworowej. Był to oryginalny silnik M30B35 o mocy 155 kW (211 KM). Dzięki zabiegom inżynierów z Alpiny dodano dwie turbosprężarki Garrett T25, które zostały ułożone równolegle (foto). W rezultacie moc wzrosła do 265 kW (360 KM). Maksymalny moment obrotowy także wzrósł ze standardowych 305 Nm do olbrzymich 520 Nm. Zastosowanie dwóch równoległych turbosprężarek było bardzo innowacyjną techniką na świecie, a także był to pierwszy eksperyment w firmie Alpina. Prowadziło to do szybszej i bardziej płynnej reakcji silnika, zapobiegania opóźnieniom wywoływanym przez pojedynczą turbosprężarkę (tzw. turbo-dziura), z którą nie radzono sobie w pierwszych modelach aut doładowanych takich jak Saab 900, Porsche 911, Saab 9000 Turbo. Auta wyposażone w standardowe pojedyncze doładowanie pokazywały nagły wzrost mocy od przypisanych im obrotów silnika (np. 3000 obr), a poniżej nich były bardzo ospałe, co przekładało się bardzo na osiągi w dolnym zakresie obrotów i przy mniejszych prędkościach rozwijanych przez auto. Tak wyposażone B10 Bi-Turbo zastąpiło spuściznę po swoim poprzedniku - turbodoładowanej starszej wersji Alpiny B7 Turbo. Kosztem zmniejszenia bagażnika z 460 do 430 litrów, co ciekawe dzięki zastosowaniu większego o 30 litrów zbiornika paliwa (standardowo zbiornik miał 80 litrów), zasięg również był imponujący. W chwili jego prezentacji w 1989 roku figurował jako najmocniejszy sedan, osiągając najwyższą prędkość, najlepsze przyśpieszenie, i jedną z najlepszych elastyczności na poszczególnych biegach wśród aut na świecie. Był to najszybszy seryjny samochód niemieckiej produkcji przez ponad 5 lat. Nawet słynna i szybka wersja Porsche 911 Turbo 3.3 była znacznie wolniejsza, zarazem pierwsza wersja standardowa z seryjnymi 320 KM (rozpędzająca się do 270 km/h) jak i jej wersja po modernizacji osiągająca 360 KM i (280 km/h) mocniejsza o 25 KM najmocniejsza wersja 385 konna - prędkość maksymalna była równa 290 km/h. Następca model Porsche 911 Turbo z 1995 r. osiągał 408 KM rozwijając 290 km/h. Był on wyposażony, także w dwie turbosprężarki działające równolegle. Alpina B10 była nadal najszybszym sedanem w historii do czasu zaprezentowania Brabusa EV12 na podwoziu modelu W210.

## Walka o tytuł
Jako najbardziej potężny sedan jaki został do tej pory wyprodukowany B10 Bi-Turbo rok po swojej premierze (1990) walczył o swoje podium z innym sedanem ultra-luksusowym Lotusem Omegą - całkowicie zaprojektowanym w firmie Lotus, który przekroczył barierę technologiczną z bardziej nowoczesnym silnikiem z czterema zaworami na cylinder (podczas, gdy B10 posiadał 2 zawory) i ponad 100 KM z jednego litra, chociaż B10 Bi-Turbo także osiągał ponad 100 KM. Silnik Omegi osiągał 277 kW (377 KM) o 12 kW więcej niż B10 Bi-Turbo z podobnej pojemności. Lotus Omega pobił także wartości, przyśpieszenia i elastyczności B10 Bi-Turbo, rozpędzając się do 100 km/h w (5,3 s) o 0,3 sekundy lepiej, 0–160 km/h w (11,0 s) 1,3 sekundy krócej i do prędkości 0–200 km/h w (17 s) o 2 sekundy szybciej niż Alpina. Jednak jej prędkość maksymalna wynosiła 283 km/h. Alpina pozostała nadal najszybszym sedanem wyprodukowanym do 1996, kiedy to straciła koronę przy prezentacji najszybszego modelu Brabusa sedana o oznaczeniu E V12. Brabus E V12 zbudowany w oparciu o Mercedesa klasy E, mógł rozwijać elektronicznie ograniczoną prędkość maksymalną 330 km/h. Był on najszybszym sedanem od 1996 do 2003 roku.
- Mimo iż w wielu testach bezpośrednich np. przeprowadzanych przez Auto Motor und Sport, między Alpiną B10 Bi-Turbo a Lotusem Omegą. B10 była szybsza jeśli o chodzi maksymalną prędkość, to nigdy ta prędkość nie została przeprowadzona i oficjalnie zweryfikowana, przez niezależnych ekspertów. Oficjalnie w 1990 roku Lotus Omega osiągnął zmierzoną prędkość maksymalną 272 km/h na torze testowym Nardo, który należy do Fiata. Mimo iż wskazówka prędkościomierza pokazywała przekłamanie w obliczeniach przy wyższych prędkościach i na zegarach widniała prędkość maksymalna 300 km/h. Oficjalnie Lotus/Opel deklarował prędkość maksymalną 283 km/h. Na początku lat 90 była gorąca dyskusja na temat, który z tych sedanów jest szybszy, jeśli chodzi o prędkość maksymalną.
- W przeciwieństwie do Lotusa Omega, B10 Bi-Turbo był bezproblemowym, mało zawodnym i stabilnym sedanem. B10 Bi-Turbo był w chwili swojej prezentacji bardzo kosztownym samochodem i w chwili wprowadzenia w 1989 roku trzeba była wyłożyć na niego co najmniej 145 000 DM. Był on jednym z najdroższych sedanów w tamtych latach, plasując się cenowo z dużo większymi modelami - sportowym coupe E31 i dużą luksusową i limuzyną E32. Wyprodukowano zaledwie 507 aut.

| Porównanie          | Porównanie          | Porównanie          | Porównanie          | Porównanie      |
| Moc/Osiągi          | Moc/Osiągi          | Moc/Osiągi          | Alpina B10 Bi-Turbo | Lotus Omega     |
| Moc kW / KM         | Moc kW / KM         | Moc kW / KM         | 265 kW / 360 KM     | 277 kW / 377 KM |
| Moment (NM)         | Moment (NM)         | Moment (NM)         | (520 Nm) @ 4000     | (568 Nm) @ 4200 |
| 0–60 km/h           | 0–60 km/h           | 0–60 km/h           | 2,8 s               | 3,0 s           |
| 0–80 km/h           | 0–80 km/h           | 0–80 km/h           | 4,3 s               | 4,3 s           |
| 0–100 km/h          | 0–100 km/h          | 0–100 km/h          | 5,6 s               | 5,3 s           |
| 0–120 km/h          | 0–120 km/h          | 0–120 km/h          | 7,8 s               | 7,0 s           |
| 0–140 km/h          | 0–140 km/h          | 0–140 km/h          | 9,8 s               | 9,0 s           |
| 0–160 km/h          | 0–160 km/h          | 0–160 km/h          | 12,3 s              | 11,0 s          |
| 0–180 km/h          | 0–180 km/h          | 0–180 km/h          | 15,7 s              | 13,7 s          |
| 0–200 km/h          | 0–200 km/h          | 0–200 km/h          | 19,7 s              | 17,0 s          |
| Prędkość maksymalna | Prędkość maksymalna | Prędkość maksymalna | 291 km/h            | 283 km/h        |
| Dane fabryczne      | Dane fabryczne      | Dane fabryczne      |                     |                 |
| ------------------- | ------------------- | ------------------- | ------------------- | --------------- |

## Specyfikacja modelu Alpina B10 Bi-Turbo
| Wersja                               | Alpina B10 Bi-Turbo |
| Produkcja                            | 1989-1994 |
| Silnik                               | BMW/Alpina B7/5 – 6-cylindrowy, rzędowy z dwiema turbosprężarkami typu Garrett T25 0,8 bar 12 zaworów OHC 2 zawory na cylinder Elektroniczny wtrysk paliwa Bosch, |
| Umiejscowienie silnika               | Wzdłużnie do osi pojazdu |
| Napęd                                | napęd na oś tylną |
| Pojemność skokowa                    | 3430 cm³ |
| Pojemność skokowa                    | 93,0 × 70,40 mm |
| Stopień sprężania                    | 7,2:1 |
| Ciśnienie doładowania                | 0,8 bar (podwójne doładowanie) |
| Moc maksymalna                       | 265 kW (360 KM) @ 6000 rpm |
| Moc na jeden litr                    | 104,9 KM / 1 litr pojemności skokowej cm³ |
| Maksymalny moment obrotowy           | 520 Nm @ 4000 rpm 400 Nm @ 2500 rpm |
| Prędkość maksymalna                  | 291 km/h (dane producenta) |
| Przyspieszenie 0–100 km/h 0–160 km/h | 5,6 s (dane producenta) |
| Przyspieszenie 0–100 km/h 0–160 km/h | 12,4 s (dane producenta) |
| Zużycia paliwa na 100 km             | Średnie – przy prędkości: 90 km/h – 8,8 l / przy prędkości: 120 km/h – 11,2 l (dane producenta) (98 RON)                                                          |
| Zużycia paliwa na 100 km             | Cykl miejski – 16,9 l / max. 17,4 l (dane producenta) (98 RON) |
| Zbiornik paliwa                      | 110 litrów |
| Układ hamulcowy                      | Aluminiowe tarcze, firmy Lucas Girling 4-tłoczkowe zaciski z przodu i z tyłu Średnica tarcz – Przód: Ø 332 mm Tył: Ø 300 mm                                       |
| Droga hamowania (100–0 km/h)         | 38,6 m |
| Nadwozie / Karoseria                 | Stalowa karoseria z komponentami i lekką stalą Aluminium 4-drzwiowy sedan                                                                                         |
| Masa własna                          | 1765 kg |
| Skrzynia biegów                      | Getrag (5-biegowa manualna) |
| Przełożenia skrzyni biegów           | 1 - 2.68:1, 2 - 1.80:1, 3 - 1.29:1, 4 - 1:1, 5 - 0.75:1, wsteczny - 2.5:1                                                                                         |
| Felgi / Opony                        | Alpina Turbine - szprychowane Michelin MXX 3 Przód: 235/45 ZR17 / Tył: 265/40 ZR17                                                                                |
| Rozstaw osi                          | 2760 mm |
| Pojemność bagażnika                  | 430l cm³ |
| Długość/Szerokość/Wysokość           | 4718 / 1750 / 1392 mm |